# Jonas Jensen-Abbew
Jonas Jensen-Abbew (født 20. april 2002) er en dansk fodboldspiller, der spiller for AGF som midterforsvarer. Han kom i januar 2024 til AGF fra FC Nordsjælland.
Han har kælenavnet "AJ", hvilket skyldes en fejl i ungdomstiden i FC Nordsjælland, hvor det sammensatte efternavn var blevet byttet rundt; forkortelsen hang derefter ved.

## Karriere
Jonas Jensen-Abbew spillede oprindeligt for AB, inden han i begyndelsen af 2019 kom til FC Nordsjællands ungdomsafdeling.

### FC Nordsjælland
Han spillede en række kampe for klubbens ungdomsafdeling, og han snusede til førsteholdet, inden han i efteråret 2022 blev udlejet til HB Køge. Han fik 13 kampe her, inden han vendte tilbage til Nordsjælland, hvor han herefter var en del af klubbens førstehold. Han scorede sit første mål i en Conference League-kamp mod FC Spartak Trnava i en 2-0-sejr 27. oktober 2023. Det blev til i alt 18 ligakampe for FCN.

### AGF
I januar 2024 købte AGF Jensen-Abbew af Nordsjælland, og han fik en femårig kontrakt med klubben.

### Landshold
Jonas Jensen-Abbew har spillet seks kampe på det danske U/18-landshold og debuterede på U/21-landsholdet  i november 2023.